# Exequiel Ramírez
Exequiel Horacio Ramírez Valero (20 de setembro de 1924 — maio de 2000) foi um ciclista chileno que competiu em dois eventos nos Jogos Olímpicos de Londres 1948.